# Erntehof
Erntehof ist ein Weiler der Ortsgemeinde Neidenbach im Eifelkreis Bitburg-Prüm in Rheinland-Pfalz.

## Geographische Lage
Erntehof liegt rund 3,3 km nordöstlich des Hauptortes Neidenbach auf einer Hochebene. Der Weiler ist von einigen landwirtschaftlichen Nutzflächen sowie von ausgedehntem Waldbestand (Kyllwald) im Süden und Norden umgeben. Zu Erntehof gehört ferner ein rund 500 m weiter östlich liegendes ehemaliges US-Militärgelände.

## Geschichte
Es ist von einer frühen Besiedelung des Gebietes um Erntehof auszugehen, was durch den Fund einer römischen Siedlungsstelle wenig südwestlich des Weilers belegt werden konnte. Im Jahre 1982 fand man hier Ziegeln sowie Keramik des 2. und 3. Jahrhunderts n. Chr. In unmittelbarer Nähe befinden sich zudem ein Brandgräberfeld sowie ein römischer Umgangstempel in Form eines Quellheiligtums.
Wenig östlich von Erntehof befindet sich ein ehemaliges US-Militärgelände. Hier wurde einst eine Raketenstation unterhalten. Heute werden auf dem Gelände Lagerhallen vermietet und es gibt eine Freizeitanlage.

## Kultur und Sehenswürdigkeiten

### Wegekreuz und Gedenkstein
Am östlichen Ende des Weilers befindet sich ein kleines Balkenkreuz mit doppelt gespaltenen Balkenenden und einem eingearbeiteten IHS-Zeichen. Das Kreuz stammt aus dem späten 18. oder frühen 19. Jahrhundert.
Am westlichen Ende von Erntehof befindet sich zudem ein moderner Gedenkstein mit Inschrift aus dem Jahre 1999.
Siehe auch: Liste der Kulturdenkmäler in Neidenbach

### Naherholung
Die Ortsgemeinde Neidenbach betreut im Weiler Erntehof insgesamt drei Wanderwege mit Längen zwischen 4 und 5 km. Die Wanderwege konzentrieren sich auf den Weiler sowie auf die angrenzenden Waldgebiete. In Neidenbach selbst gibt es einige weitere Wanderrouten.

## Wirtschaft und Infrastruktur

### Unternehmen
Im Weiler werden zwei Pensionen betrieben. Zudem ist ein Motorradgeschäft ansässig.

### Verkehr
Es existiert eine regelmäßige Busverbindung.
Erntehof ist durch die Kreisstraße 126 von Neuheilenbach in Richtung Usch erschlossen.